# جان تی. والتون
جان تی. والتون (انگلیسی: John T. Walton؛ ۸ اکتبر ۱۹۴۶ – ۲۷ ژوئن ۲۰۰۵) یک کارآفرین، و سرباز اهل ایالات متحده آمریکا بود.